# Passive Me, Aggressive You
Passive Me, Aggressive You (o Passive Me • Aggressive You) es el álbum debut de la banda de neozelandesa The Naked and Famous publicado en el 6 de septiembre de 2010 alcanzando el n.º 1 en los rankings musicales de dicho país. Del disco se desprenden al menos cuatro temas de relativo éxito como "All of This", "Punching in a Dream", "Girls like You", mientras que "Young Blood" alcanzó el n.º 1 en el New Zealand Singles Chart.